# Fernando Cruz (beisbolista)
Fernando E. Cruz (Bayamon, Puerto Rico, 28 de marzo de 1990), más conocido como Fernando Cruz, es un jugador profesional puertorriqueño de béisbol que se desempeña en la posición de lanzador en New York Yankees, equipo de las Grandes Ligas de Béisbol (MLB).

## Carrera
Cruz hizo su debut en la MLB con el equipo Cincinnati Reds, en el cual jugó tres temporadas (2022-2024), después pasó a New York Yankees.